# Maienpfuhl

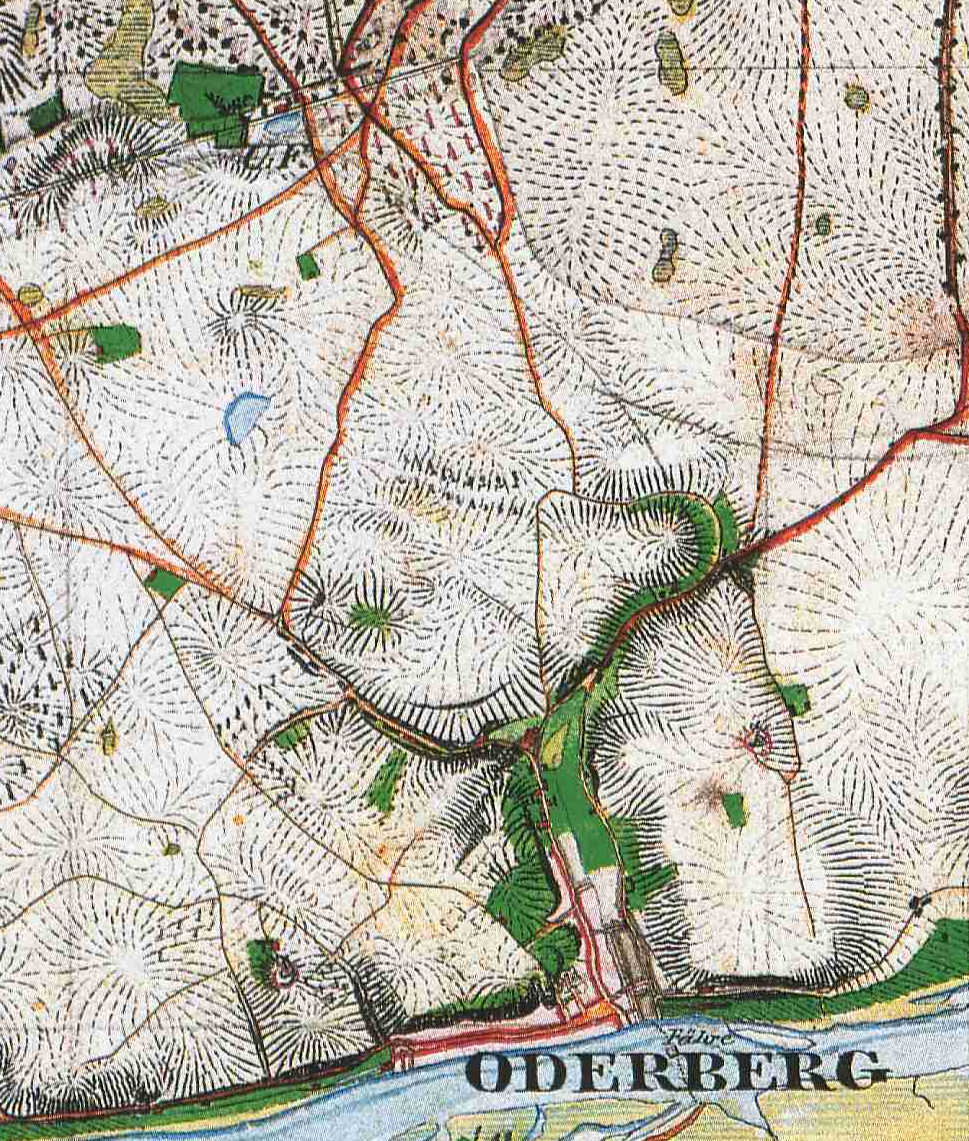
Oderberg mit dem Wohnplatz Maienpfuhl (hier kein Name, U.F.) der Stadt Oderberg, Lkr. Barnim, Brandenburg, Ausschnitt aus dem Urmesstischblatt 3150 Oderberg von 1844

Maienpfuhl ist ein Wohnplatz der Stadt Oderberg im Landkreis Barnim (Brandenburg). Die Stadt Oderberg gehört dem Amt Britz-Chorin-Oderberg an. 1791 wurde am Maienpfuhl eine Unterförsterei erbaut. Heute ist hier die Revierförsterei Maienpfuhl der Landeswaldoberförsterei Chorin untergebracht.

## Lage
Maienpfuhl liegt knapp zwei Kilometer nordnordwestlich des Stadtzentrums von Oderberg. Der Wohnplatz ist über die Brodowiner Straße Abzweig nach Maienpfuhl zu erreichen. Südlich des Wohnplatzes liegt der kleine Teich Maienpfuhl. Der Wohnplatz liegt auf etwa 50 m ü. NHN.

## Geschichte
Bereits 1758 war zur Betreuung des (allerdings erst später so genannten) Schutzbezirks Maienpfuhl ein Unterförster eingestellt worden. Der 1785 für das Revier zuständige Unterförster Demmert wohnte in Oderberg und hatte dementsprechend einen weiten An- und Rückweg in sein Revier.
Bereits seit 1785 existierten Pläne zum Bau einer neuen Unterförsterei im Liepischen Forst am Meyen Pfuhl. 1790 gab es einen Bauanschlag und 1791 war das Forsthaus fertig gestellt. Aber erst 1817 wurde die Unterförsterei auch amtlich benannt.

„Im Angermündischen Kreis hat die ... in dem selben Forst (in der Liepeschen Forst) am sogenannten Maienpfluhl (sic), eine 1/4 Meile von der Stadt Oderberg, ganz nahe bei dem Amte Neuendorf belegne Königliche Unterförsterei den Namen Meienphul ... erhalten.“

Der Name ist selbstredend ein Gewässername, abgeleitet von dem kleinen See oder Teich Maienpfuhl wenige Meter südlich des Wohnplatzes. Die Lokalität wurde bereits 1316 als Mewenpul urkundlich genannt. 1767 heißt der Teich Meyen Phul und 1791 am Mayen Pfuhl. Der Name ist vom Vogelnamen Möwe abgeleitet.
1817 hatte die Unterförsterei Maienpfuhl sieben Bewohner, sicherlich die Familie des Hegemeisters Wolff. Hegemeister Wolff musste 1808 eine behördliche Untersuchung über sich ergehen lassen, weil er den Tagelöhner Lisermann unrechtmäßig beschäftigt hatte. Nähere Details zu diesem Verfahren und dessen Ausgang, ließen sich bisher nicht ermitteln. 1808 Für 1840 wurden leider keine Angaben zur Einwohnerzahl gemacht. 1858 bestand der Wohnplatz aus einem Wohnhaus und vier Wirtschaftsgebäuden; im Wohnhaus lebten 14 Einwohner. 1871 hatte Maienpfuhl acht Bewohner, Nach der Volkszählung vom 1. Dezember 1885 hatte die Försterei 10 Einwohner. Auch das Gemeindelexikon von 1898 (Stand: 1895) verzeichnet 10 Bewohner für den Wohnplatz.
Um/nach 1914 entstand etwa 500 m südwestlich des Forsthauses Maienpfuhl ein Waldarbeitergehöft, das ebenfalls zum heutigen Wohnplatz gezählt wird (Maienpfuhl 2).
Anscheinend war die Försterei Maienpfuhl von 1912 bis 1943 Sitz eines Oberförsters.
1938/39 fanden Bauarbeiten sowohl am Waldarbeitergehöft wie auch am Förstereigebäude statt.
| Jahr      | 1817 | 1840  | 1858 | 1871 | 1885 | 1895 | 1925 |
| Einwohner | 7    | k. A. | 14   | 8    | 10   | 10   | 16   |

### Das Forsthaus Maienpfuhl in der Hierarchie der Forstverwaltung
In der Hierarchie der Forstverwaltung der Provinz Brandenburg gehörte Maienpfuhl seit 1817 zum Lieper Revier der Forstinspektion Neustadt. Zum 1. Mai 1827 wurden die Forstreviere des Regierungsbezirk Potsdam neu in sechs Forstbezirke eingeteilt. Das Revier Liepe kam nun zum 4. Bezirk mit Sitz in Neustadt-Eberswalde. 1850 wurde nun dieser 4. Bezirk in Forstinspektionsbezirk Neustadt-Eberswalde umbenannt. Das Revier Liepe hieß nun Oberförsterei Liepe. Zum 1. Juni 1870 wurde die Oberförsterei Liepe in die Forstinspektion Potsdam-Cöpenick transferiert.
1881 wurden die Oberförstereien Biesenthal, Liepe und Freienwalde neu abgegrenzt und gleichzeitig eine vierte Oberförsterei, die Oberförsterei Eberswalde neu gebildet. Die Förstereien Breitelege, Breitefenn und Maienpfuhl wurden von der Oberförsterei Liepe abgetrennt und der Oberförsterei Freienwalde zugeordnet. Die Bewirtschaftung in den neuen Grenzen erfolgte ab dem 1. Oktober 1881, die Rechnungslegung dagegen erst ab 1. April 1882. Die verkleinerte Oberförsterei Liepe wurde 1882 zudem in Oberförsterei Chorin umbenannt. Der Oberförsterei Freienwalde waren somit die Förstereien Breitelege, Breitefenn, Maienpfuhl, Sonnenburg, Torgelow und Brahlitz zugeordnet; sie verwaltete damals 5022,421 ha Waldflächen.
1977 gehörte das Revier Maienpfuhl zum Staatlichen Forstwirtschaftsbetrieb Eberswalde-Finow. Heute gehört die Revierförsterei Maienpfuhl zur Landeswaldoberförsterei Chorin.

### Kommunale Geschichte
Zur Zeit der Gründung und bis 1839 gehörte das Forsthaus Maienpfuhl kommunalrechtlich zum Amt Chorin. Das Amt Chorin wurde 1839 aufgelöst. Es bildete dann zusammen mit dem Amt Grimnitz und dem Amt Biesenthal das neue Amt Neustadt-Eberswalde. Mit der Bildung der Gutsbezirke um 1850 wurde Maienpfuhl dem Forstgutsbezirk Liepe zugeordnet. Das Amt Neustadt-Eberswalde wurde mit der Kreisreform von 1872 aufgelöst. Mit der Bildung der Amtsbezirke 1874 kam der Forstgutsbezirk Liepe zum Amtsbezirk 13 Amt Chorin des Kreises Angermünde. Amtsvorsteher war der Forstmeister Bando von der Oberförsterei Amt Chorin, sein Stellvertreter Oberamtmann Kleinau von Buchholz. 1885 und 1895 gehörte Maienpfuhl zum Gutsbezirk Freienwalde (Oberförstereianteil). 1929 wurde dieser große Forstgutsbezirk aufgeteilt. Teile wurden in die neu entstandene Gemeinde Neuendorf eingegliedert. Aus einem großen Teil wurde der neue Forstgutsbezirk Chorin gebildet. 1938 wurde aus diesem Forstgutsbezirk der Gutsbezirk Maienpfuhl-Forst ausgegliedert. Etwa um/vor 1950 wurde dieser Forstgutsbezirk aufgelöst und Maienpfuhl wurde in die Gemeinde Neuendorf eingegliedert. 1950 und 1957 ist Maienpfuhl als Wohnplatz von Neuendorf benannt. Zum 17. September 1961 wurde Neuendorf in die Stadt Oderberg eingemeindet und war seither ein Ortsteil von Oderberg. Nach der Hauptsatzung von Oderberg ist Neuendorf nur noch ein Wohnplatz mit dem Namen Oderberg-Neuendorf, ebenso Maienpfuhl.
Bei der Gründung gehörte Maienpfuhl noch zum Uckermärkischen Kreis. Mit der Kreisreform von 1816/17 kam Maienpfuhl zum Kreis Angermünde. Mit der Kreisreform von 1950 wurde Oderberg und Neuendorf (mit Maienpfuhl) zunächst an den Kreis Oberbarnim angeschlossen. In der großen Kreisreform von 1952 wurde Neuendorf schließlich dem Kreis Eberswalde zugeordnet. Der Kreis Eberswalde wurde 1993 zusammen mit dem Kreis Bernau mit einigen kleineren Grenzänderungen zum Landkreis Barnim vereinigt.

## Förster im Forsthaus Maienpfuhl
- 1791 (Unter-)Förster Demmert[2]
- (1808) bis 1823 Hegemeister Wolff[7][29][30][31]
- ab 1823 bis 1860  (Pensionierung) Hegemeister Franz Faber,[32][31] Hegemeister[33][34]
- ab 1. Juli 1860 bis (1886) Förster August Ferdinand Bock (* 10. April 1814 in Grimnitz)[34][35] war bis 1860 in der Försterei Döllnkrug (Oberförsterei Reiersdorf)[36] er erhielt 1879 das Ehrenportepee,[37] er erhielt 1880 das Allgemeine Ehrenzeichen[23]
- 1. Juli 1886 bis 30. Juni 1889 Förster Rudolf Schilling (* 15. August 1828 in Züllichau),[38] war zuerst in der Försterei Pehlenbruch (Oberförsterei Grumsin), dann in der Försterei Brahlitz (Oberförsterei Freienwalde)[39][40] er erhielt 1888 das Ehrenportepee[41] wurde in die Försterei Beerenbusch (Oberförsterei Menz) versetzt[42] zuletzt Revierförster
- ab 1. Juli 1889 bis (1892) Förster Gustav Rudolf Hermann Schmidt (* 19. Juni 1837 in Trampe, † 19. Juni 1893), er war zuerst in der Försterei Reiherholz (Oberförsterei Zechliner Hütte), dann in der Försterei Buchheide (Oberförsterei Zechlin), dann in der Försterei Beerenbusch (Oberförsterei Menz)[42]
- ab 1. November 1892 bis (1906) Förster Hermann Franke (* 10. Januar 1854 in Marwitz[43]), Diensteintritt: 1. Juli 1888[44][45] er war vorher in der Försterei Breitelege (Oberförsterei Freienwalde)[46][47] er wurde 1906 zum Revierförster ernannt[48]
- 1. Juli 1912 bis (1929) Förster Max Kandt (* 13. Dezember 1863 in Kaldau, Krs. Schlochau, † 23. Juli 1935), war vorher in der Försterei Müggelsee (Oberförsterei Köpenick)[49]
- ab 1929 war die Stelle neu zu besetzen
- 1939 Oberförster Georg Bergmann[50]
- 2019 Matthias Köller, Revierleiter[25]